# Антанасиевич, Ирина Николаевна
Ирина Николаевна Антанасиевич (серб. Ирина Антанасијевић; род. 27 июня 1965, Северодонецк) — русский и сербский филолог, литературовед, переводчик. Доктор филологических наук (2002), профессор (2004). Почетный доктор Тюменского университета.
Специалист в области русской литературы, визуальной культуры, поэтики комикса, фольклора.

## Биография
Родилась в городе Северодонецк (УССР). Жила с семьей в городе Сплит (СФРЮ. Хорватия). Во время войны в качестве беженца оказалась в Приштине (Косово и Метохия). Работала сначала лектором, а затем преподавателем русской литературы на филологическом факультете Приштинского университета. Кандидатскую диссертацию «Пейзаж в русской и сербской эпике» защитила во время бомбардировки Югославии, 1999.
Вынуждена покинула Приштину после подписания Кумановского договора (июнь 1999 год) и переехала в город Ниш. Работала преподавателем русской литературы на философском факультете в городе Ниш и продолжала работать на философском факультете Приштинского университета, временно расположенного в городе Косовска-Митровица. В 2002 году защитила докторскую диссертацию «Поэтика обрядовых причитаний». Является инициатором открытия кафедры славистики с балканистикой на филологическом факультете в городе Ниш (в 2002 году кафедра переименована в Департамент русского языка и литературы).
Преподаватель русской литературы на филологическом факультете Белградского университета.Член редакции сербского литературно-художественного журнала «Градина» (до 2010 года) и университетского журнала «Fakta Universitatis» (до 2010 года). Член редколлегии журнала «Славистика». Член Организационного комитета Общества славистов Сербии.

## Научная деятельность
Посвятила ряд исследований творчеству и судьбам русских художников-эмигрантов, стоявших у истоков югославской школы комикса (Юрий Лобачев, Константин Кузнецов, Николай Навоев, Иван Шеншин, Алексей Ранхнер, Сергей Соловьёв, Владимир Жедринский и др.)
Написала несколько исследований по истории и поэтике русского комикса и две монографии:
- Русский комикс королевства Югославия. Нови-Сад: Комико, 2014.

Для многих людей, даже интересующихся комиксом, может стать сюрпризом, что именно русские художники и писатели в 1930-е годы создали «золотой век» югославского комикса. Книга Ирины Антанасиевич, доктора филологических наук и профессора Белградского университета — это отличная монография о том, как раскрывался недюжинный талант русских комиксистов за пределами СССР — «страны комиксофобии».
- Русская классика в картинках. Белград, 2015.

Автор касается истории комикса в мире и России, и в последней главе даже затрагивает тему комикс-адаптации произведений литературы в форме комикса на примере югославских изданий русской классики в картинках («Пиковой дамы», «Ревизора» и «Тараса Бульбы»). Это делает «Русский комикс…» многогранным и интересным исследованием для широкого читателя, заинтересованного в теории и истории рассказов в картинках.

Читая монографии Ирины Антанасиевич, начинаешь смотреть на историю югославских рисованных историй как на альтернативную историю советского комикса и задаешь себе вопрос: как сильно бы развился советский комикс, не будь он убит репрессивной культурной политикой?
Занимается исследованиями символического пространства культуры. Является автором статей по культуре русской эмиграции. Также известна как автор русско-сербско-русского лексикона. Автор антологии современной русской краткой прозы «В конце виртуального мира». Первый переводчик Дмитрия Горчева на сербский язык.

## Общественная деятельность
Автор популярного журнала «В тылу», рассказывающего об истории Балкан, о политике и культуре находящихся там государств. Как публицист сотрудничала с «Русским журналом», газетами, интернет-порталами Православие.ру и Топос.
В 2005 году получила Премию Паркера в категории «Литература».
Считается экспертом по культуре балканских государств. Активно занимается деятельностью по сохранению исторической памяти. Инициатор поддержки русского языка в Косово и Метохии.

## Награды
- Медаль Пушкина (24 ноября 2021 года) — за большой вклад в продвижение русского языка и российской культуры в Сербии[13].

## Публикации

### Монографии
1. Пејзаж у руској и српској народној епици. , Ниш : Просвета, 2005.
2. Поетика руских тужбалица. Ниш : Просвета, 2003.
3. Фольклор и авангард: символы и явления. Ниш ; Градац: Despot Book, 2011.
4. Русская классика в картинках. Белград, 2015.
5. Русский комикс королевства Югославия. Нови-Сад: Комико, 2014.

### Лексикон
1. Лексикон општих речи и израза. Будва : Кућа књиге, 2007.
2. Речник руско-српски српско-руски. Будва : Кућа књиге, 2007.
3. Разговорник руско-српски српско-руски. Будва : Кућа књиге, 2007.

### Статьи
- Архаичная символика русских культовых причитаний // Славистика. Књига V (2001), с. 197—210
- Об одном мотиве в русской литературе XX века или обезьяньи гримасы интертекстуального анализа // Славистика. Књига VII (2003), с. 225—239
- Современная городская легенда в системе постфольклора // Вопросы философии. 2005, № 7, с. 57—64
- Мужское/женское тело в творчестве Хармса // Russian Literature. 2006. Volume 60, issues 3-4, pp. 241–252.
- Имя Тито в сербских считалках, Многоязычие в образовательном пространстве (=Multilingualism in Educational Space): Сборник статей к 60-летию профессора Т. И. Зелениной: в 2 ч., ч. 2, с. 56-59, М., Наука, 2009, ISBN 978-5-9765-0878-1.
- Тенденции в развитии современного графического романа, Сборник Визуализация литературы, Белград, 2012, ISBN 978-86-6153-112-5, с. 255—280
- Русский дом на страницах белградского эмигрантского сатирического журнала «Бух», Русское зарубежье и славянский мир, Белград, 2012 ISBN 978-86-7391-026-0, с. 247—255
- Русская эмиграция в Косово и Метохии, Сб. докладов, IV Культуролог. Чтения «Русская эмиграция XX века»: Сб. докл. / Сост. И. Ю. Белякова. М.: Дом-музей Марины Цветаевой, 2013, ISBN 978-5-93015-141-1 М31
- Сказка: восприятие культурного кода, Меѓународен дијалог: исток-запад, зборник на трудови / Втора меѓународна научна конференција: Меѓународен славјански институт «Г. Р. Державин», 2011, ISBN 978-608-4559-04-7 с.118-123 (прештампано у Сказка: восприятие культурного кода, Вестник Тюменского университета, 1, 2012 ISSN 15622983)
- Зооморфные символы в военных реалиях югославских войн, Временник Зубовского института. Вып. 6: Грозное время. Война в зеркале человеческого восприятия, СПб.: Российский институт истории искусств, 2011. с. 33-44, ISSN 22218130
- . Структура пејзажа у књижевном делу, Зборник радова Филозофског факултета (књ. XLII (1); стр. 287—301), Косовска Митровица, Филозофски факултет. 2012, ISSN 03543293
- Графический роман в Югославии: русские мотивы, Универсалии русской литературы. 4 / Научн. ред. А. А. Фаустов. — Воронеж, Научная книга, 2012. с. 197—208. ISBN 978-5-905654-29-9, -с. 197—208.
- Трехлистный мир Александра Введенского, Зборник Научные концепции XX века и русское авангардное искусство, 2011, Белград, с.201-219, ISBN 978-86-6153-003-6
- Еда в СФРЮ, Коды повседневности в славянской культуре: Еда и одежда. СПб.: Алетейя, 2011, с.321-335, ISBN 978-5-91419-405-2
- Югославские рисованные истории, Информационный вестник Форума русистов Украины. Выпуск 16, Симферополь, -с.78-85, 2013 ISBN 5-7789-0657-8
- «Ревизор» Алексея Ранхнера, Русское зарубежье и славянский мир, Славистическое общество Сербии, Белград, 2013, с. 464—475 ISBN 978-86-73-031-4
- Антропология литературы: методологические аспекты, Сб, научных статей в 3 частях, ГрГУ им. Я. Купалы, часть.3, Гродно, 2013, ISBN 987-985-515-652-0, -с.242-252
- Русская модель европейского графического роман, Литературоведческий журнал, Издательство: Институт научной информации по общественным наукам РАН (Москва), РАН № 34, РАН. ИНИОН. — М., 2013, ISSN: 2073-5561
- Пеjзажне функциjе као део анализе уметничког пеjзажа, Актуальные проблемы лингвистики. Вып. 6. изд-во Сургутского государственного педагогического университетата, Сургут, 2013, ISBN 978-5-89545-371-1- с. 6-13
- Лобачeв, Кузнецов и другие: русская модель югославского графического романа, Сербские научные исследования 2012. Сборник научных статей. — М.: Экон-информ, — с. 295—308, ISBN 978-5-9506-1113-1 М23
- Визуальные адаптации «Пиковой дамы» в графическом романе К. Кузнецова, Вестник Тюменского университета, Тюмень, 2013, ISSN 15622983, -с. 18-25 М24
- Бестиарный сборник. Зверье югославских войн: о символике, Риторика бестиарности: Сб. статей. — М.:Intrada, 2014, ISBN 978-5-8125-2006-9
- Moртальный код в реалиях югославских войн, Мортальность в литературе и культуре, Новое литературное обозрение, Серия: Научная библиотека, Москва, 2015, ISBN 978-5-4448-0260-1.
- К вопросу о «праздничной литературе» Славистика XVII, Београд, 2013, ISSN 14505061, с. 194—206
- Сказка «Конек-Горбунок» в переводе Павла Полякова, Славистика XIX (2015), ISSN 14505061, с. 444—456
- Русская эмиграция на Балканах: проблема понимания и взаимопроникновения культур, Зборник радова Филозофског факултета у Приштини, ISSN: 2217-8082 с. 391—407
- «Царь Максимилиан» Ремизова: воин и рыцарь и варианты образов, Русский авангард и война, с. 132—148, Белград, 2014, ISBN 978-86-6153-013-5 M14
- О комиксах по мотивам произведений Л. Н. Толстого в Королевстве Югославия, Наследие Толстого в гуманитарных парадигмах науки, Тула, с.52-64, 2014, ISBN 978-5-87954-880-8
- Русская эмиграция на Балканах (на страницах белградского юмористического журнала «Бухъ!»), Вспомогательные исторические дисциплины и источниковедение: современные исследования и перспективы развития: Материалы XXVII Международной научной конференции Москва, 2015, ISBN 978-5-7281-1741-4.
- «Роза с Кавказа» — югославский комикс по мотивам повести Лермонтова «Герой нашего времени», Творчество Лермонтова: мотивы, темы, переводы, Mednarodna zalozba Oddelka za slovanske jezike in knjizevnosti, Filozofska fakulteta, Maribor, 2015, ISBN 978-961-6930-27-7.
- Адаптации русской классики в комиксах королевской Югославии, Научный результат. Серия «Социальные и гуманитарные исследования». Тематический выпуск «Сербская индивидуальность», Белгород, 2015, ISSN 2408—932
- Сказка Петра Ершова в югославском комиксе 30-х годов, Материалы XXXVIII Международной конференции, посвященной празднованию 200-летию П. П. Ершова, Тюмень-Тобольск, 2015, ISSN 15622983
- Русские художники — иллюстраторы серии «Золотая книга», Часопис Руски архив (1928—1937) и култура руске емиграције у Краљевини СХС/Југославији, Серија: Историја српске књижевне периодике, књ. 27, Институт за књижевност и уметност, Београд, 2015,с.577-605. ISBN 978-86-70-95-225-6
- «Анна Каренина: Трагедия одной матери» — югославский комикс 1940 года , Духовное наследие Л. Н. Толстого в современных культурных дискурсах: Материалы XXXV Международных Толстовских чтений / Отв. ред. Д. А. Романов, Н. А. Красовская. — Тула: Изд-во Тул. гос. пед. ун-та им. Л. Н. Толстого, 2016, с. 320—330, ISBN 978-5-87954-989-8